# William Walcot
Pour les articles homonymes, voir Walcot.
William Frantsevich Walcot (né Вильям Францевич Валькот, 1874-1943) est un architecte, décorateur et aquafortiste britannique. Originaire d'Odessa, il fait d'abord carrière à Moscou, s'inscrivant avec succès dans la lignée de l'Art nouveau en Russie. Durant les années 1920-1930, il produit de nombreuses gravures.

## Biographie

### Russie
William Walcot est né le 10 mars 1874 à Lustdorf (Люстдорф), banlieue d'Odessa, d'une famille à la fois écossaise et russe, son père, Frank Walcot (Enoch Shannon dit, 1854-1895), est négociant, et sa mère, Catherine (1853-1940), descend d'une famille de colons allemands installés en Crimée depuis le XVIIIe siècle.
Il grandit entre l'Europe de l'Ouest et l'Afrique du Sud, puis revient en Russie à l'âge de 17 ans, étudier la peinture et l'architecture dans la classe de Léon Benois à l'Académie impériale des beaux-arts de Saint-Pétersbourg.
Plus tard, en 1904, il effectue un séjour à Paris, entre à l'Académie Julian, fréquente les cours de William Bouguereau et Gabriel Ferrier, se perfectionnant à l'art de la gravure.
Entretemps, Walcot connaît une brève — six ans — mais intense carrière d'architecte à Moscou, marquée par le style Art nouveau. Contrairement à ses contemporains, comme Schechtel, il ne choisit pas les styles néo-gothique ou néo-russe pour s'exprimer. Les critiques russes parlent d'un style « décadent anglais » à propos de ses créations.

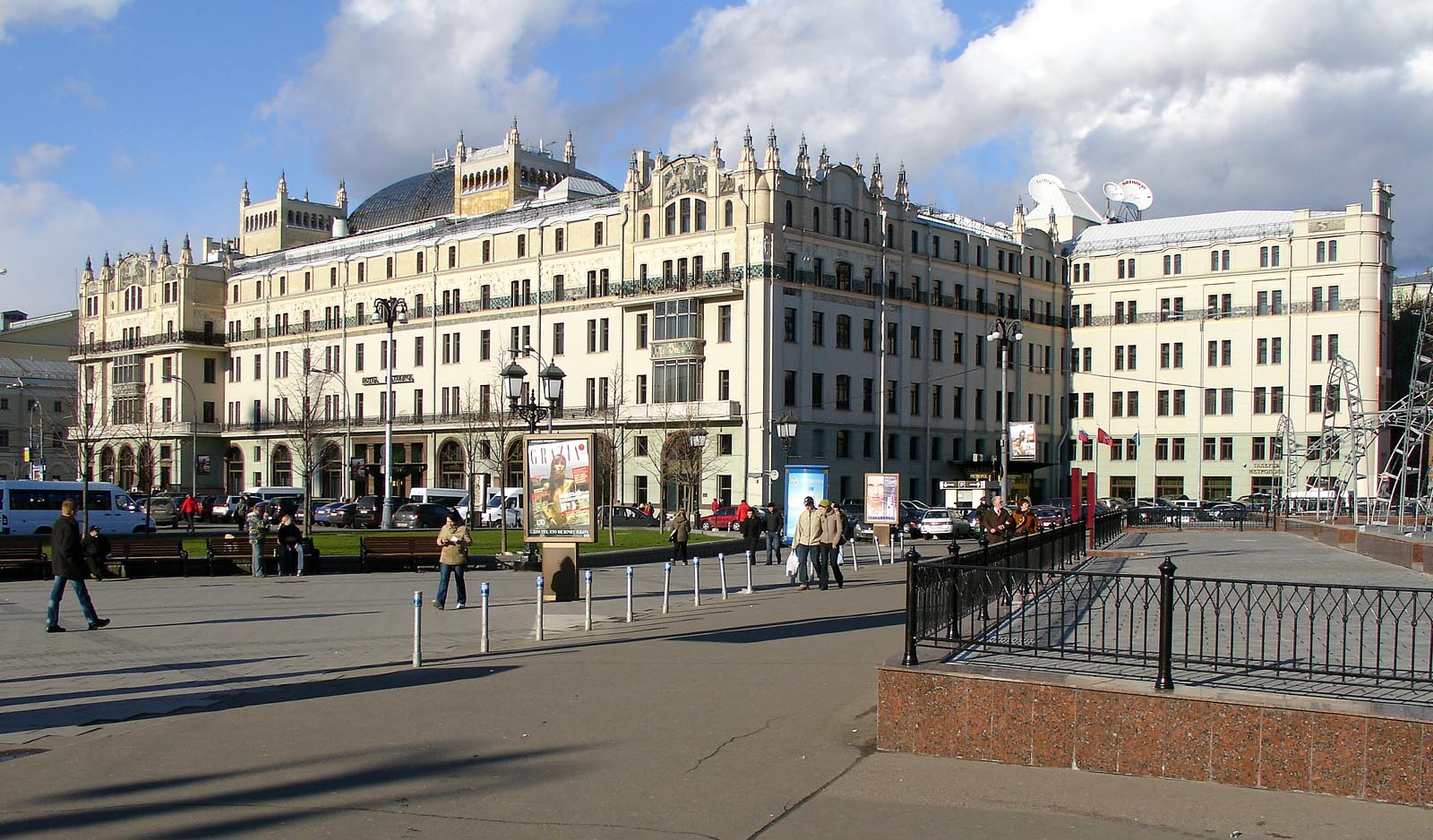
L'hôtel Métropole (Moscou).

Son bâtiment le plus célèbre reste l'« hôtel Métropole » (Moscou), financé par Savva Mamontov. Originellement, ce vaste ensemble, aujourd'hui converti en hôtel, devait être un centre culturel englobant un opéra privé. En 1899, Walcot répond à l'appel d'offre en soumettant au jury une esquisse intitulée Une tête de femme (A Lady's Head), remportant à l'issue du concours la 4e place, derrière Lev Kekouchev.

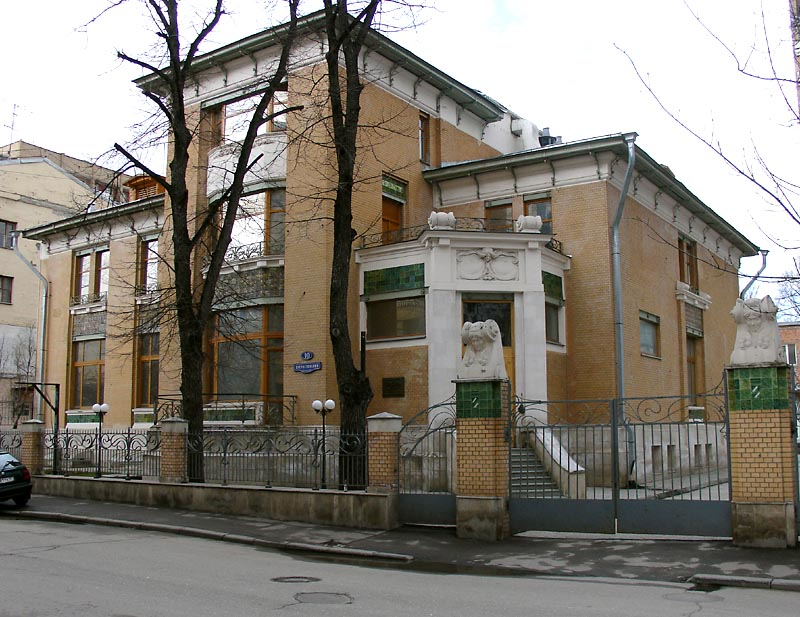
Villa Yakountchikova (1899–1900, Moscou).

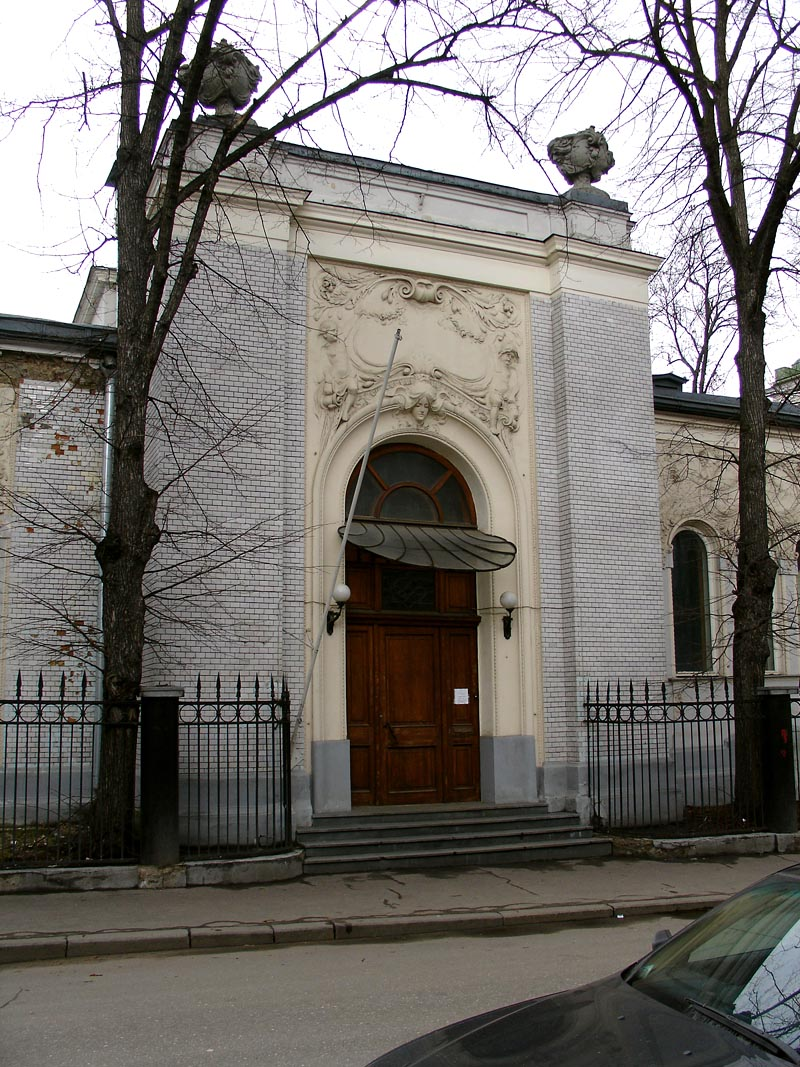
Villa Gutheil (1902-1903, Moscou).

Toutefois, Mamontov, s'opposant à la décision du jury, décide de primer le travail de Walcot (cependant, Kekouchev rejoignit plus tard l'équipe du projet). Les plans de Walcot sont modifiés plusieurs fois au cours des travaux d'achèvement qui s'étendent jusqu'en 1905 ; de plus, un incendie se produit sur le chantier en 1901. Les ornementations et aménagements prévues par Walcot sont encore visibles, et s'y ajoutent ceux de Mikhaïl Vroubel, Alexandre Golovine, Viktor Vesnine, parmi d'autres.
A Lady's Head devient la marque de fabrique du cabinet de Walcot pour tous ses travaux à venir. Elle fut imitée et reproduite par les artisans russes. Walcot reçut ensuite d'autres commandes destinées aux beaux quartiers moscovites, des bâtiments bientôt occupés par des ambassades étrangères tels que :
- 1899-1900 : villa Yakountchikova (sur Pretchistensky, 10)
- 1902-1903 : villa Gutheil (sur Pretchistensky, 8 ; ambassade du Maroc)

Un ensemble de mosaïques signé « W.W. » orne la villa List sur Glazovsky, construite d'après les plans de Lev Kekouchev. Son esquisse de 1902 pour un projet d'église luthérienne est choisi par le jury, mais est réalisé par un autre architecte. Par ailleurs, Walcot publie de nombreux projets dans les magazines et revues d'architecture russes, exerçant une sensible influence. En 1904, il échoue au concours du bâtiment de la Société polytechnique rue Miasnitskaïa, le projet d'Adolphe Mincus lui est préféré, achevé par Alexandre Kouznetsov (1874–1954), mais comporte certains motifs conçus par Walcot.

### Grande-Bretagne

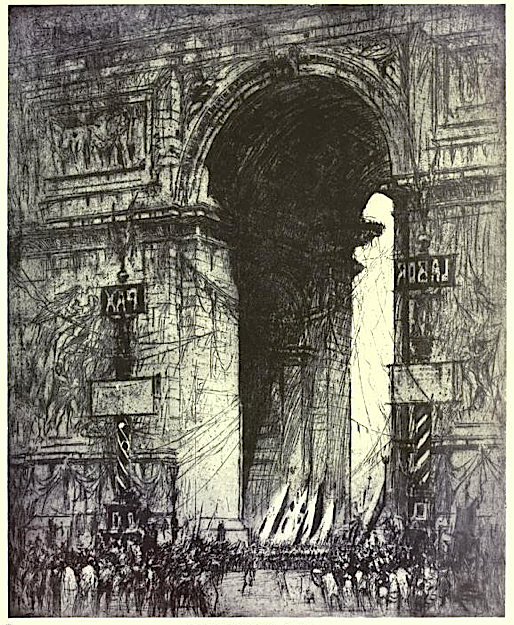
Arc de Triomphe [Paris], eau-forte de 1917.

En 1906, Walcot part pour Londres. Il est embauché en tant que dessinateur technique par la cabinet d'Eustace Frere, un architecte sud-africain. Ses réalisations architecturales effectives restent rares, on compte un seul bâtiment à Londres (1933), situé au 61 St James Street.
Néanmoins, les compositions de Walcot sont de plus en plus appréciées ; il expose durant les cessions d'été à la Royal Academy. Avec celles de son contemporain Cyril Farey, ses compositions architecturales sont recherchées durant les années 1920 et 1930, utilisant la gouache et l'aquarelle. Il reçoit des commandes d'architectes comme Edwin Lutyens, Herbert Baker, Aston Webb.
Walcot se lance par ailleurs dans la gravure. Ses thèmes privilégient les motifs architecturaux de l'Antiquité grecque, romaine, babylonienne et égyptienne.
En 1913, il est élu à la Royal Society of British Artists (RIBA) ; en 1916, il devient membre associé de la Royal Society of Painter-Etchers and Engravers, puis membre à part entière en 1922. Il est également membre associé de la British School at Rome (Italie).
William Walcot se suicide le 12 mai 1943, à l'âge de 69 ans, à Hurstpierpoint (Sussex de l'Ouest).

## Postérité
Les compositions peintes de Walcot sont conservées au Royal Institute of British Architects.
Une rétrospective de son travail se tient en 1974 à la Fine Art Society (Londres).